# Wells Dam
Der Wells Dam ist eine Gewichtsstaumauer mit Wasserkraftwerk am Columbia River, unterhalb der Mündung  des Okanogan River und des Methow River im Chelan County und im Douglas County im US-Bundesstaat Washington. Der Damm bildet mit seinen zugehörigen Einrichtungen und Maschinen das Wells Hydroelectric Project. Er wird von seinem Besitzer, dem Douglas County Public Utility District (PUD), betrieben.

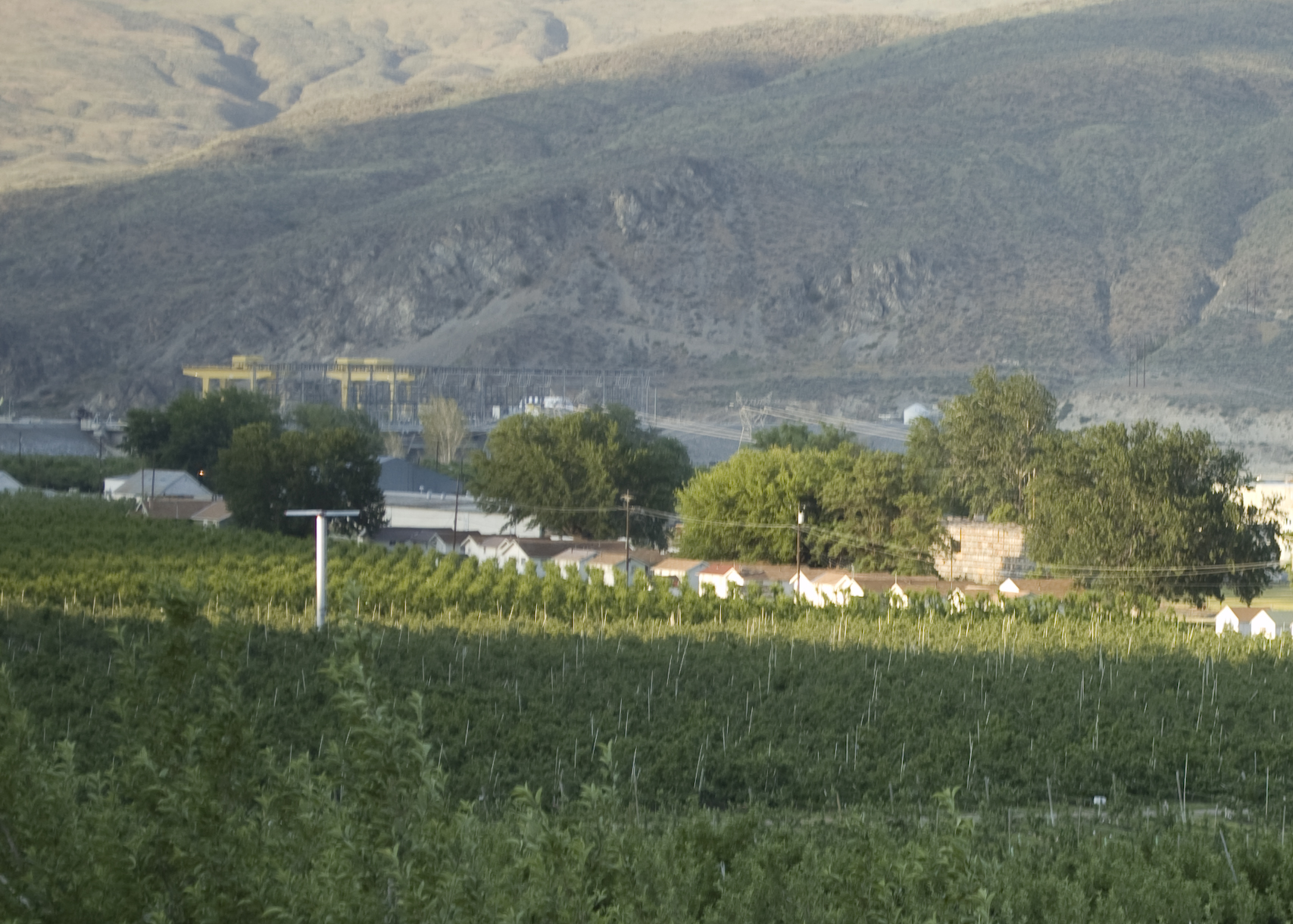
Die gelben Krane und weitere Ausrüstungen sind Teil des Wells Dam

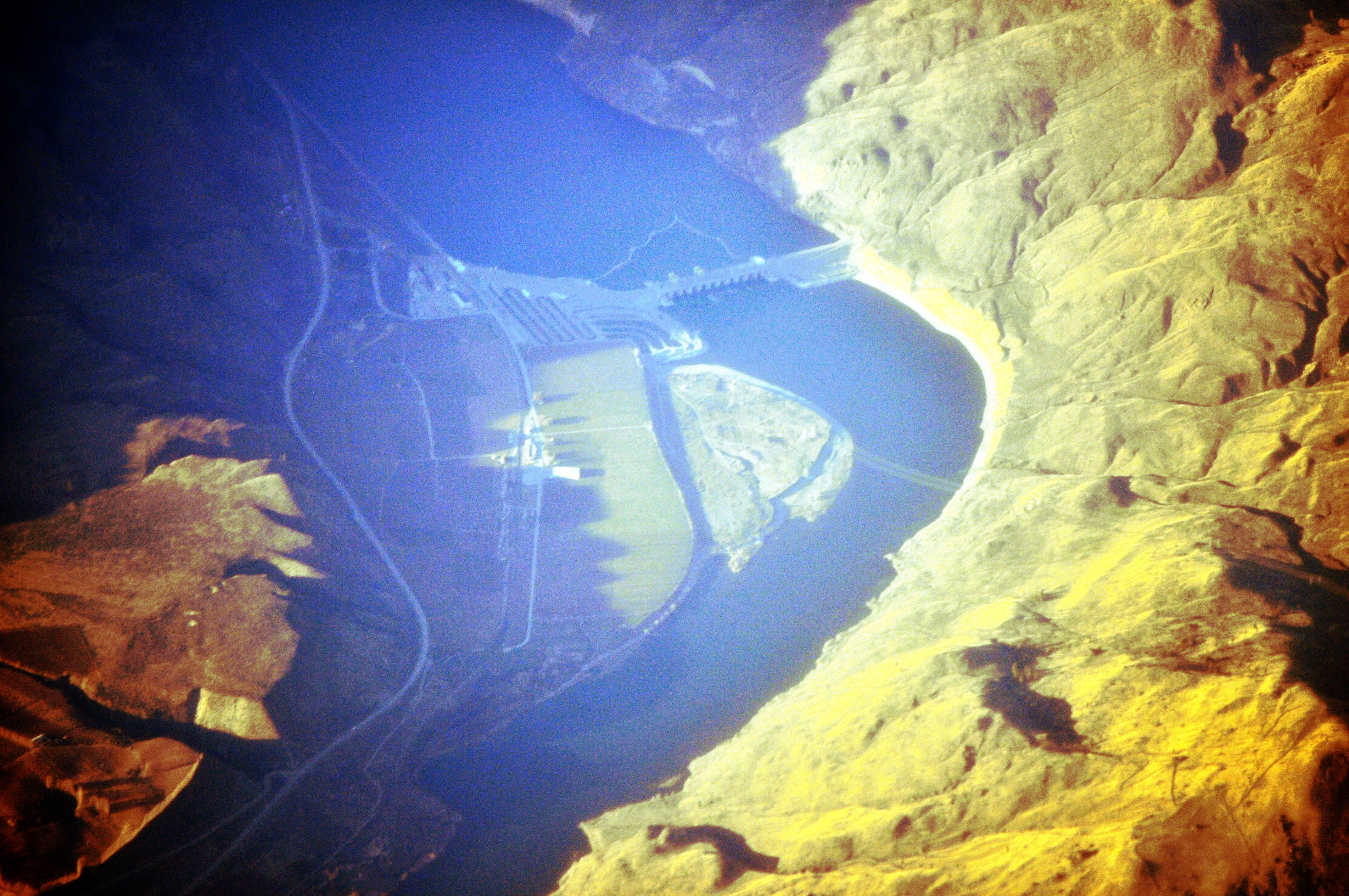
Luftbild

Er produziert seit dem 22. August 1967 Elektroenergie. Die Betreiberlizenz der Federal Energy Regulatory Commission muss das nächste Mal 2052 erneuert werden. Außer an zwei PUDs liefert das Projekt Energie an Puget Sound Energy, Portland General Electric, PacifiCorp, die Avista Corporation und die Colville Indian Tribe.
Der Stausee heißt Lake Pateros. Gerade unterhalb des Dammes gibt es benachbart die Carpenter Island-Slipanlage und eine Fischaufzuchtanlage. Der Lake Pateros ist nicht tief, besitzt aber einen hohen Durchsatz an Wasser. Deshalb werden Kaplan-Turbinen (insgesamt 10) für geringes Hydraulisches Potential eingesetzt.